# Carolina Rojas
Carolina Rojas Quezada (17 de noviembre de 1978, Cauquenes) es geógrafa y Licenciada en Geografía por la Pontificia Universidad Católica de Valparaíso en 2002, posteriormente realiza sus estudios de Máster y Doctorado en la Universidad de Alcalá y Postdoctorado en MCMaster University en Canadá.
Su trabajo e investigación se centra en el desarrollo urbano sustentable de las ciudades chilenas; es líder del proyecto  Urbancost , el cual se ha orientado al estudio de la interacción entre la expansión urbana de la ciudad de Concepción y su relación con los humedales. Su investigación fue referida en la redacción y aprobación de la ley que protege los humedales urbanos chilenos.

## Biografía
Geógrafa Chilena, desde el año 2009 hasta 2018 fue profesora Asociada del Departamento de Geografía de la Facultad de Arquitectura, Urbanismo y Geografía de la Universidad de Concepción. Ha sido directora de la Revista Geográfica del Sur entre 2012 y 2014 y fundadora y directora del Magíster en Análisis Geográfico de la UDEC. Actualmente es Subdirectora de Investigación y Desarrollo del Instituto de Estudios Urbanos y Territoriales de la Facultad de Arquitectura, Diseño y Estudios Urbanos de la Pontificia Universidad Católica de Chile e Investigadora Principal del Centro de Desarrollo Urbano Sustentable.
También formó parte del directorio de la Asociación Chilena de Ecología del Paisaje entre 2015 a 2019.

### Protección de humedales urbanos
Desde el año 2015, la doctora Rojas trabaja en la investigación sobre la urbanización de los humedales urbanos desde una perspectiva geográfica, urbana y social, el cual durante el 2018 ha tenido un considerable impacto en la política pública, apoyando la conformación de la Red Ciudadana Nacional de Humedales, el desarrollo de material académico, público general y para organizaciones ambientales.
A fines de 2017, fue invitada por el Ministerio del Medio Ambiente para escribir el capítulo dedicado a los humedales del libro La Vía del Medio Ambiente.
Por su expertise e investigación, fue invitada por la Comisión de Medio Ambiente y Bienes Nacionales del Congreso Nacional para el proyecto de Ley de Protección de Humedales Urbanos, presentado por el senador Alfonso de Urresti, en el cual ha participado frecuentemente, aportando evidencias científicas para la protección y gestión de estos ecosistemas.

### Difusión científica
Ha sido panelista, columnista y entrevistada sobre temas medioambientales y de difusión científica en medios de comunicación como el canal TVU, Diario Concepción, Diario el Sur, La Tercera, El Mostrador, Cooperativa, entre otros.

## Investigación
Su trabajo se basa en el análisis espacial del crecimiento urbano, los modelos de accesibilidad y el desarrollo urbano sostenible de estos con un enfoque en la ecología urbana, el tráfico vehicular y la movilidad urbana. En particular, su investigación trata sobre cómo las ciudades pueden ser accesibles y cómo los humedales se ven afectados por la infraestructura de urbanización y transporte. Sus estudios recientes tratan sobre humedales y cómo podemos acceder a ellos.

## Publicaciones seleccionadas
Esta es una lista de los trabajos científicos más citados de la investigadora; para revisar el listado completo revisa el perfil del investigador en Google Scholar.
- Rojas Quezada, Carolina Alejandra; Muñiz Olivera, Iván; García-López, Miguel Ángel (2009-08). «Estructura urbana y policentrismo en el Área Metropolitana de Concepción». EURE (Santiago) (en inglés) 35 (105). ISSN 0250-7161. doi:10.4067/S0250-71612009000200003. Consultado el 8 de marzo de 2020.
- Rojas, Carolina; Pino, Joan; Basnou, Corina; Vivanco, Mauricio (2013-05). «Assessing land-use and -cover changes in relation to geographic factors and urban planning in the metropolitan area of Concepción (Chile). Implications for biodiversity conservation». Applied Geography (en inglés) 39: 93-103. doi:10.1016/j.apgeog.2012.12.007. Consultado el 8 de marzo de 2020.
- Villagra, Paula; Rojas, Carolina; Ohno, Ryuzo; Xue, Ma; Gómez, Karina (2014-03). «A GIS-base exploration of the relationships between open space systems and urban form for the adaptive capacity of cities after an earthquake: The cases of two Chilean cities». Applied Geography (en inglés) 48: 64-78. doi:10.1016/j.apgeog.2014.01.010. Consultado el 8 de marzo de 2020.
- Rojas, Carolina; Páez, Antonio; Barbosa, Olga; Carrasco, Juan (2016-12). «Accessibility to urban green spaces in Chilean cities using adaptive thresholds». Journal of Transport Geography (en inglés) 57: 227-240. doi:10.1016/j.jtrangeo.2016.10.012. Consultado el 8 de marzo de 2020.
- Rojas, Carolina; Sepúlveda-Zúñiga, Einer; Barbosa, Olga; Rojas, Octavio; Martínez, Carolina (2015-09). «Patrones de urbanización en la biodiversidad de humedales urbanos en Concepción metropolitano». Revista de geografía Norte Grande (en inglés) (61): 181-204. ISSN 0718-3402. doi:10.4067/S0718-34022015000200010. Consultado el 8 de marzo de 2020.